# 佐々木善七
佐々木 善七（ささき ぜんしち、1895年3月1日 - 1994年8月11日）は、日本の経営者。東京都出身。

## 経歴
1918年に慶應義塾理財科を卒業。岩井商店、徳山鉄板での勤務を経て、1930年に関西ペイントに転じた。
1946年4月に取締役に就任し、1955年4月には社長に就任。1966年5月に会長を経て、1972年11月から顧問を務めた。
1961年に藍綬褒章を受章し、1966年4月に勲三等瑞宝章を受章し、1967年に紺綬褒章を受章。
1994年8月11日肺炎のために死去。99歳没。